# マイケル・ランドウ
マイケル・ランドウ（Michael Landau,1958年6月1日-、アメリカでの発音は「ランダウ」に近く、アクセントは「ダ」に付く）は、アメリカのギタリスト、レコーディング・エンジニア。1980年代から1990年代にかけて、スタジオ・ミュージシャンとして大きな成功を収めた。

## 経歴
1958年、カリフォルニア州ロサンゼルスに生まれる。ジミ・ヘンドリックスやクリーム、レッド・ツェッペリン等を聴き好んで育ち、11歳の時にギターを始めると、次いで徐々にジャズやフュージョンにも傾倒し始める。高校時代に、学内で結成されていたバンドに加入する。このバンドには、同校の一学年先輩で、友人のスティーヴ・ルカサーが在籍していたほか、それ以前にはジェフ・ポーカロ、デヴィッド・ペイチ等も参加していた。高校を卒業してすぐにプロとしてのキャリアをスタートさせ、ルカサーの後任としてボズ・スキャッグス&バンド等に参加していた。
1980年、ロサンゼルスのスタジオ・ミュージシャンによって結成されたAORグループ「マクサス」に加入し、翌年アルバム『Maxus』を発表。ここでの卓越したギタープレイが大いに注目を集め、以後セッションプレイヤーとしてピンク・フロイド、マイルズ・デイヴィス、ロッド・スチュワート、ジェームス・テイラーなどの大物の作品に起用される人気ミュージシャンとなった。更に多くの日本人ミュージシャンの作品にも参加している（後述）。1990年代からは、自身のソロ活動やバンド活動も精力的にこなすようになり、1990年には初のソロアルバム『Tales From The Bulge』を発表。以後、セッション業と平行しながら、これまでにソロ、バンドを合わせて13作のアルバムを発表している。ネット上の音楽コミュニティサイト、My Spaceに自身のページを持っており、そこでいくつかの作品を聴く事ができる。
セッションプレイヤーとして、また卓越したギタリストとして多くプレイヤーに影響を与え、スティーヴ・ルカサーと並び称される存在となっている。そのルカサーも、ランドウを「世界で5本の指に入る」との賞賛を送っている。
また、レコーディング・エンジニアとしても著名であり、友人のスコット・ヘンダーソンの作品にエンジニアとしてしばしば参加している。

## 作品

### ソロ作品
- 1990年『Tales From The Bulge』
- 2001年『The Star Spangled Banner』
- 2001年『Michael Landau Live 2000』　※ライブ作品
- 2006年『The Michael Landau Group-Live』　※ライブ作品
- 2012年『Organic Instrumentals』

### バンド作品
MAXUS
- 1981年『MAXUS』

KARIZMA
- 1989年『(Forever In The)Arms Of Love』
- 2000年『Document』
- 2012年『Perfect Harmony』

Burning Water
- 1993年『Burning Water』
- 1994年『Mood Elevator』
- 1996年『Live And Lit』　※ミニアルバム
- 1996年『Abbandonato』

The Raging Honkies
- 1995年『We Are The Best Band』
- 1997年『Boner』

Stolen Fish
- 2000年『Give Me A Ride』
- 2002年『Like I Said』

Blue Horn
- 2000年『Noise For Neighbors』

Renegade Creation
- 2010年『Renegade Creation』
- 2012年『Bullet』

### 日本人アーティストの参加作品
- 奥井雅美
  - 『Do-can』
- 角松敏生
  - 『ALL IS VANITY』
- 浜田麻里
  - 『IN THE PRECIOUS AGE』
  - 『LOVE NEVER TURNS AGAINST』
  - 『Return to Myself』
  - 『Sincerely』
  - 『COLORS』
  - 『TOMORROW』
  - 『Anti-Heroine』
  - 『Introducing...Mari Hamada』
  - 『All My Heart』
  - 『Persona』
  - 『Philosophia』
  - 『Blanche』
  - 『Sur lie』
  - 『Reflection -axiom of the two wings-』
  - 『Aestetica』
  - 『Legenda』
  - 『Mission』
  - 『Gracia』
  - 『Soar』
- 浜田省吾
  - 『青空の扉 〜THE DOOR FOR THE BLUE SKY〜』
- 久石譲
  - 『MELODY Blvd.』
- 氷室京介
  - 『MELLOW』
  - 『beat haze odyssey』
  - 『FOLLOW THE WIND』
  - 『IN THE MOOD』
- 松任谷由実
  - 『TEARS AND REASONS』
  - 『U-miz』
  - 『THE DANCING SUN』
  - 『輪舞曲』
  - 『KATHMANDU』
  - 『最後の嘘』
  - 『Cowgirl Dreamin'』
  - 『スユアの波』
  - 『Lost Highway』
  - 『Frozen Roses』
  - 『雪月花』
  - 『Wings of Winter, Shades of Summer』